# Cucullia symaea
Cucullia symaea là một loài bướm đêm trong họ Noctuidae.